# Шиголев, Сергей Иванович

Сергей Шиголев

Сергей Иванович Шиголев (23 мая 1895, Владимир — 1942?,1952?) — художник и учёный-биолог, член группы художников-космистов «Амаравелла».
В 1916 году окончил Владимирское реальное училище. С 1918 по 1920 год работал в Естественно-историческом музее города Владимира. В 1920 году переехал в Москву и поступил на естественный факультет Московского университета. В 1921—1923 годах Сергей Иванович работал художником-декоратором, и в те же годы работал в театральной студии им. Ф. И. Шаляпина, где, помимо актёрской работы, создавал эскизы масок, костюмов, театральных типажей. Там он познакомился с многими актёрами: Ю. А. Завадским, В. В. Фотиевым и многими другими. В 1926 году он вошёл в группу молодых художников-космистов «Амаравелла». Участвовал в выставках «Амаравеллы» в США 1927 и 1928 годах, а также в 6-й выставке «Жизнь-Творчество» (1929). В 1933 году Шиголев начал работу в области мультипликации. Летом 1939 года (в период пребывания в Полтаве) создал большую серию акварелей-миниатюр. У Шиголева проходила жизнь более гармонично чем у остальных друзей из группы. Он постоянно работал в архиве, что занимало время, но не утомляло его, жил скромно, без кризиса. В его искусстве было много медитативного и судьба Шиголева оказалась наиболее трагической.
Осенью 1941 года он участвовал в боях Великой Отечественной войны в рядах народного ополчения и попал в окружение. В 1942 году Шиголева арестовали. Ни вдова, никто иной не смогли его найти.

## Фильмы
- «Сотвори Мир», документальный фильм. Режиссёр В. В. Орехов. 1979.
- «Амаравелла», видеофильм Санкт-Петербургской ТВ-студии. Режиссёры Е. Плугатарёва, Л. Тележко. 1997.